# Wilfredo Caballero
Wilfredo Daniel Caballero Lazcano ou simplesmente Caballero pronúncia: "Cabajero" (Santa Elena, 28 de setembro de 1981) é um ex-futebolista e atual auxiliar-técnico argentino que atuava como goleiro. Atualmente é assistente técnico no Chelsea.

## Carreira

### Boca Juniors
Wilfredo Caballero integrou o Boca Juniors na campanha vitoriosa do clube na Libertadores da América de 2003.

## Seleção Argentina
No dia 14 de maio de 2018, foi convocado por Jorge Sampaoli para disputar a Copa do Mundo FIFA de 2018 pela Seleção Argentina. Por Sampaoli foi garantido como titular, devido a lesão do então goleiro titular Romero. Na Copa, fez más exibições, principalmente no empate em 1-1 contra a Islândia, e sobretudo no 3-0 na Croácia, perdendo a posição de titular para o goleiro Franco Armani.

## Títulos
Boca Juniors
- Copa Libertadores da América: 2003
- Campeonato Argentino (Apertura): 2003
- Copa Intercontinental: 2003

Manchester City
- Copa da Liga Inglesa: 2015–16

Chelsea
- Copa da Inglaterra: 2017–18
- Liga Europa da UEFA: 2018–19
- Liga dos Campeões da UEFA: 2020–21